# Спанакопита
Спанакопита (грч. σπανακόπιτα) је грчка пита од спанаћа. Такође често садржи сир, обично фету и у том случају се може назвати спанакотиропита „пита од спанаћа са сиром“.

## Састојци и варијације
Традиционално пуњење садржи сецкани спанаћ, фета сир, лук или млади лук, јаје и зачин. Остали бели, пожељно слани сиреви, као што је кефалотири, такође се могу мешати са фета сиром, а неки се могу користити као замена за фета сир. Биље попут мирођије, менте и першуна које се могу користити као арома. Пуњење је умотано или наслојено у фило пециво са маслацем или маслиновим уљем, било у велику тепсију из које се режу појединачне порције, или ваљано у појединачне троугласте порције. Може се направити и од лиснатог теста. Пециво је златне боје када се пече, а боју често појачавају маслац и жуманце. Може се служити директно из рерне или на собној температури.
У руралној Грчкој користе се мање количине спанаћа, а недостајућа количина замењује се празилуком, блитвом и киселицом.

## Галерија
- Састојци
- Спанакопита
- Спанакопита
- Спанакопита